# Axomama

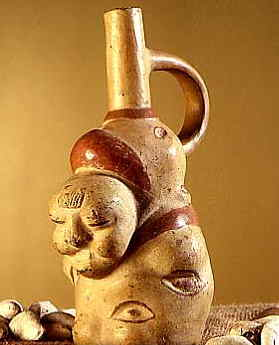
Figuur van een overmaatse aardappel met een menselijk gezicht. Moche-aardewerk, Peru.

Axomama is de godin van de aardappel in de Incamythologie.
De naam, die ook wel als Acsumama of Ajomama wordt geschreven, betekent letterlijk "moeder van de aardappel". Het is gevormd uit de woorden acsu en mama, die in het Quechua respectievelijk verwijzen naar de aardappel en de moeder.
Axomama was de dochter van Pachamama, godin van de aarde (of wereld), terwijl andere godinnen de oogsten van de traditionele Incagewassen beheersten, zoals Saramama, godin van het graan, Cocamama, godin van de coca en Quinuamama, godin van de quinoa.